# Elevator Action
Elevator Action (エレベーターアクション) est un jeu vidéo de plates-formes développé et édité par Taito, sorti en 1983 sur borne d'arcade. Le jeu a été adapté sur divers systèmes familiaux.

## Système de jeu
Le joueur assume le rôle d'un espion qui infiltre un immeuble rempli d'ascenseurs. Il doit récupérer des documents répartis dans l'immeuble de 30 étages et échapper aux agents ennemis qui essaient de l'éliminer. Le but du jeu est de récupérer tous les documents de l'immeuble et de s'échapper par le rez-de-chaussée.

## Conversions
Elevator Action a été adapté sur SG-1000, MSX, NES (1985) et sur Game Boy (1991). Quicksilva a également édité le jeu sur Amstrad CPC, Commodore 64 et ZX Spectrum (1987).
Le jeu est aussi disponible sur Saturn dans Elevator Action Returns (1997), sur Game Boy Advance dans Elevator Action Old & New  (2002), sur PlayStation 2 dans la compilation Taito Memories Vol. 2 (2005) et sur PlayStation 2, Windows et Xbox dans la compilation Taito Legends (2005). La version NES a également été réédité en téléchargement sur la console virtuelle de la Wii en 2007.

## Portage sur d'autres plateformes
Un prototype existe aussi sur Atari 2600 (1983) mais le jeu n'a pas été commercialisé.